# Ялтинский порт
Я́лтинский порт (укр. Ялтинський морський торговельний порт) — морской торговый порт на Южном берегу Крыма Ялтинского залива Чёрного моря.
Пассажирский комплекс расположен в центре Ялты (ул. Рузвельта, 5), восточнее в Отрадном находится грузо-пассажирский комплекс. Портовые пункты и причалы для перевозки пассажиров, принадлежащие Ялтинскому порту, находятся также в других населённых пунктах Крыма: Форос, Симеиз, Алупка, Мисхор, Ласточкино гнездо, Золотой пляж, Ливадия, Интурист, Никитский ботанический сад, санаторий Донбасс, санаторий им. Мориса Тореза, Гурзуф, Партенит, Рабочий уголок, Алушта, Малореченское, Рыбачье, Морское, Судак.

## Деятельность
Порт осуществляет перевозки пассажиров между населёнными пунктами Южного берега Крыма, принимает круизные суда на причале и на рейде. Суда портового флота, прогулочные катера в советский период перевозили до 6 млн пассажиров в год, в наше время до 1,5 миллионов пассажиров в год.
Порт осуществляет также перевалку грузов, благодаря введённому в строй в 1986 году перегрузочному комплексу в Отрадном, который рассчитан на переработку до 2 миллионов тонн грузов в год. Площадь комплекса составляет 3,34 га, площадь открытых складов 15 тысяч м². Грузо-пассажирский комплекс в Отрадном включает грузовой причал, оснащённый кранами, и причал для судов и паромов.

## История

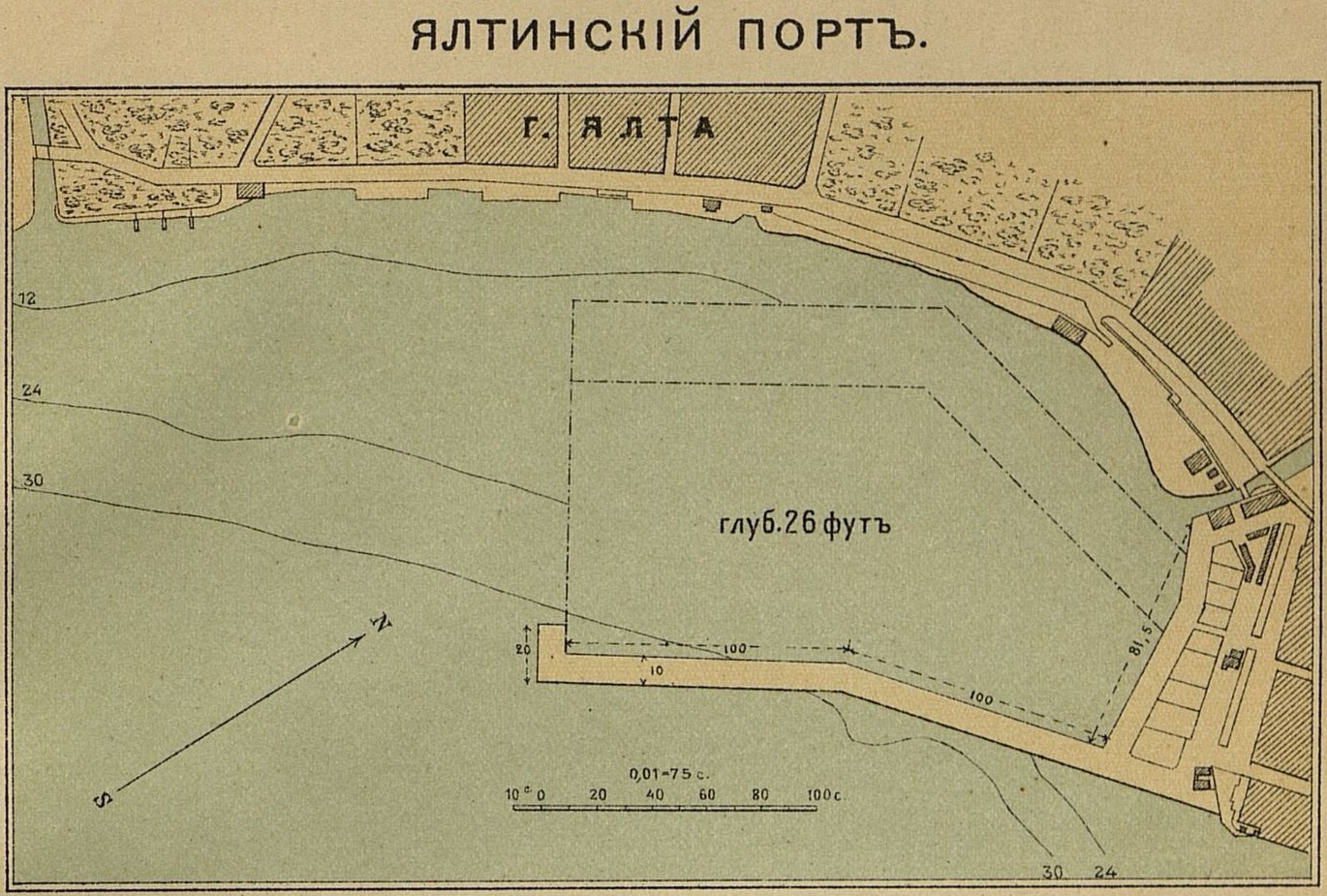
Схема порта на начало 1900-х годов

Одно из первых заведений города. Каменный мол порта был сооружён по инициативе Новороссийского генерал-губернатора графа М. С. Воронцова. Первый камень в основание был заложен 1 (14) августа 1833 года (этот день считается днем рождения Ялтинского порта). Строительство было окончено в 1837 году. В 1887—1890 мол был капитально перестроен по проекту А. Л. Бертье-Делагарда.
В 1930-е годы был возведён морской вокзал дальнего следования.
В годы Великой Отечественной войны морской вокзал был разрушен складское хозяйство порта уничтожено, взрывом пробит огромный пролом в стене мола. В бухте затонуло 14 судов, на её дне лежало множество неразорвавшихся бомб и снарядов.
Восстановление порта началось через неделю после освобождения города 16 апреля 1944 года, пережившими оккупацию и вернувшимися портовиками. К началу проведения Ялтинской конференции (февраль 1945 г.) портовые сооружения были подготовлены.

## Галерея

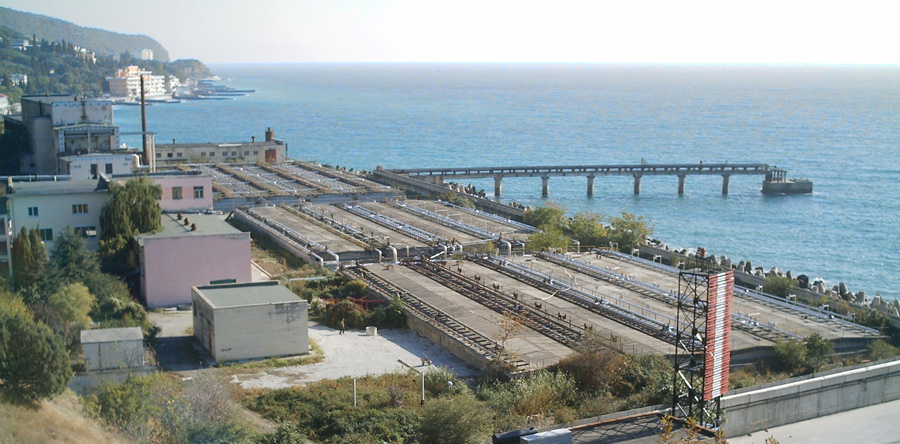
Очистные сооружения Ялтинского горводоканала рядом с грузо-пассажирским комплексом в Массандре.
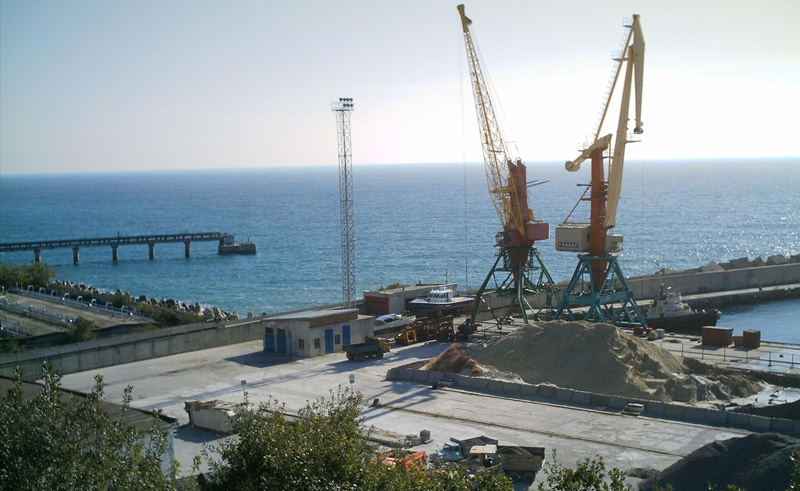
Грузоперевалочный комплекс в Массандре
Управление ялтинского порта
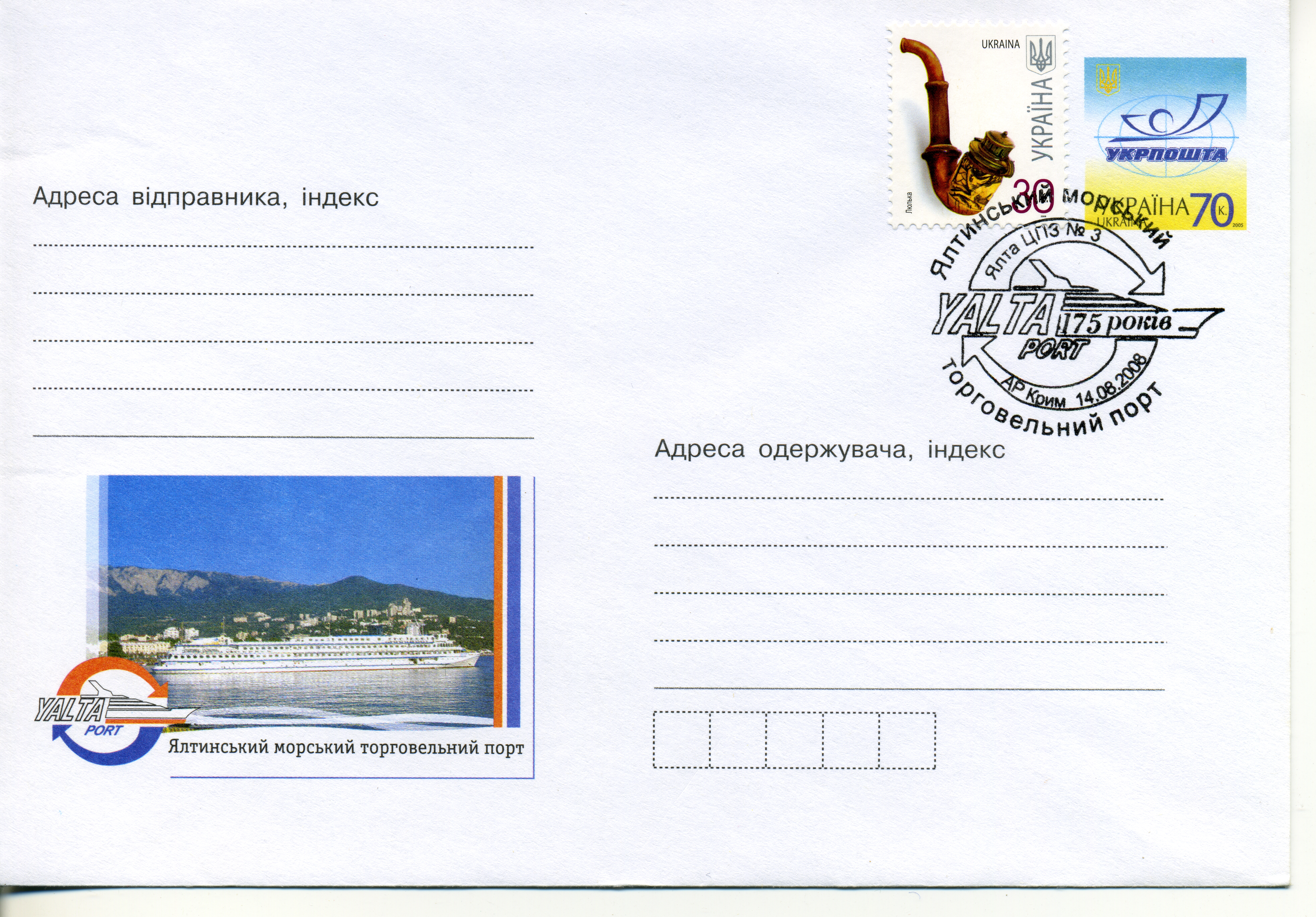
Спецгашение в честь 75-летия порта, 2008 год